# F. D. Knight & Son
F. D. Knight & Son war ein US-amerikanischer Hersteller von Automobilen.

## Unternehmensgeschichte
Frank D. Knight gründete 1901 das Unternehmen in Hudson in Massachusetts. Er begann mit der Produktion von Automobilen. Sein Sohn George H. Knight half ihm dabei als Designer. Der Markenname lautete Knight. 1902 endete die Produktion. Insgesamt entstanden acht Fahrzeuge.

## Fahrzeuge
Die Fahrzeuge waren Dampfwagen. Der Dampfmotor hatte zwei Zylinder. Er trieb über eine Kette die Hinterachse an. Als Aufbauten sind Stanhope und zweisitziger Runabout überliefert. Gelenkt wurde mit einem Lenkhebel. Der Neupreis betrug 800 US-Dollar.